# Michelle Paradise
Pour les articles homonymes, voir Paradise.
Michelle Paradise, née le 12 janvier 1972 à San Diego en Californie, est une  actrice de cinéma et de théâtre, une scénariste et une productrice américaine.

## Biographie
Michelle Paradise est ouvertement lesbienne.

## Filmographie
| année     | titre                                   | actrice                   | scénariste  | productrice           | notes           |
| --------- | --------------------------------------- | ------------------------- | ----------- | --------------------- | --------------- |
| 2002      | The Ten Rules                           | Jennifer Baker            | Oui         | productrice exécutive | court métrage   |
| 2002      | Black Road                              | l'infirmière              |             |                       | long métrage    |
| 2003      | Soundtrack for an Insomniac             | Paige                     |             |                       | court métrage   |
| 2005      | George Lopez                            | Laura (1 épisode)         |             |                       | série télévisée |
| 2005      | Heart of the Beholder                   | Denise                    |             |                       | long métrage    |
| 2005      | Never Rob a Bank with Someone You Love! |                           | Oui         |                       | court métrage   |
| 2006      | Rodney (en)                             | Stacey (1 épisode)        |             |                       | série télévisée |
| 2008      | Nuclear Ned                             | la jolie dame (1 épisode) |             |                       | série télévisée |
| 2007-2011 | Exes and Ohs (en)                       | Jennifer (14 épisodes)    | 14 épisodes | prod. exé. (14 ép.)   | série télévisée |
| 2012      | Hart of Dixie                           |                           | 1 épisode   |                       | série télévisée |
| 2013      | Rogue                                   |                           | 1 épisode   |                       | série télévisée |
| 2013-2016 | The Originals                           |                           | 29 épisodes | productrice (23 ép.)  | série télévisée |